# Де Мојн (река)
Де Мојн (енгл. Des Moines River) је река која протиче кроз САД. Дуга је 845 km. Протиче кроз америчке савезне државе Минесота, Мисури и Ајова. Улива се у Мисисипи.